# Lekkoatletyka na Letnich Igrzyskach Olimpijskich 1984 – siedmiobój kobiet
Siedmiobój kobiet podczas XXIII Letnich Igrzysk Olimpijskich w Los Angeles rozegrano 3 i 4 sierpnia 1984 na stadionie Los Angeles Memorial Coliseum. Zwyciężczynią została reprezentantka Australii Glynis Nunn. Konkurencję tę rozegrano po raz pierwszy na igrzyskach olimpijskich. Zastąpiła ona rozgrywany wcześniej pięciobój.

## Rekordy

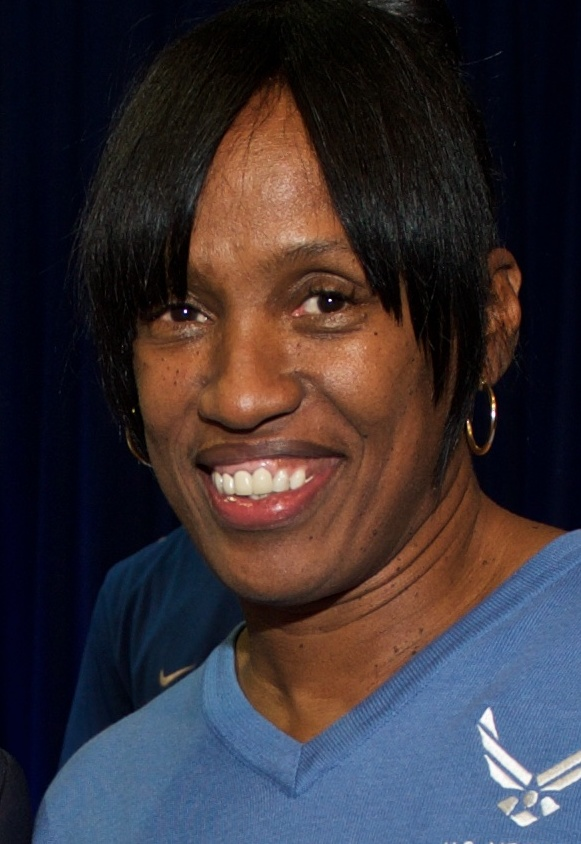
Jackie Joyner

|               | Zawodniczka  | Narodowość | Wynik       | Data          | Miejsce |
| ------------- | ------------ | ---------- | ----------- | ------------- | ------- |
| Rekord świata | Sabine Paetz |            | 6867 (6946) | 5–6 maja 1984 | Poczdam |

## Wyniki
| Poz. - pozycja |
| – rekord świata \| – rekord krajowy \| – rekord życiowy \| = – wyrównany rekord życiowy \| · – najlepszy wynik w sezonie \| = – wyrównany najlepszy wynik w sezonie \| – rekord olimpijski |
| Fn – falstart \| DNF – nie ukończyła \| DNS – nie wystartowała \| DSQ – zdyskwalifikowana                                                                                                  |

| Poz. | Zawodniczka        | Punkty      | 100 m ppł | Wzwyż  | Kula    | 200 m   | W dal  | Oszczep | 800 m   | Uwagi       |
| ---- | ------------------ | ----------- | --------- | ------ | ------- | ------- | ------ | ------- | ------- | ----------- |
| 1.   | Glynis Nunn        | 6390 (6387) | 13,02 s   | 1,80 m | 12,82 m | 24,06 s | 6,66 m | 35,38 m | 2:10,57 | [ 2 ] [ 3 ] |
| 2.   | Jackie Joyner      | 6385 (6363) | 13,63 s   | 1,80 m | 14,39 m | 24,05 s | 6,11 m | 44,52 m | 2:13,03 |             |
| 3.   | Sabine Everts      | 6363 (6388) | 13,54 s   | 1,89 m | 12,49 m | 24,05 s | 6,71 m | 32,62 m | 2:09,05 |             |
| 4.   | Cindy Greiner      | 6281 (6249) | 13,71 s   | 1,83 m | 13,36 m | 24,40 s | 6,15 m | 40,86 m | 2:11,75 |             |
| 5.   | Judy Simpson       | 6280 (6264) | 13,07 s   | 1,86 m | 13,86 m | 24,95 s | 6,33 m | 33,64 m | 2:13,01 |             |
| 6.   | Sabine Braun       | 6236 (6195) | 13,61 s   | 1,80 m | 12,09 m | 24,22 s | 6,10 m | 44,14 m | 2:12,48 |             |
| 7.   | Tineke Hidding     | 6147 (6087) | 13,70 s   | 1,74 m | 13,48 m | 24,12 s | 6,35 m | 33,94 m | 2:12,84 |             |
| 8.   | Kim Hagger         | 6127 (6103) | 13,39 s   | 1,86 m | 12,29 m | 24,72 s | 6,37 m | 35,42 m | 2:18,44 |             |
| 9.   | Birgit Dressel     | 6082 (6050) | 14,05 s   | 1,86 m | 12,62 m | 25,59 s | 6,15 m | 42,62 m | 2:16,68 |             |
| 10.  | Corinne Schneider  | 6042 (5989) | 14,12 s   | 1,86 m | 12,26 m | 25,33 s | 5,72 m | 46,60 m | 2:15,89 |             |
| 11.  | Marjon Wijnsma     | 6015 (5943) | 13,93 s   | 1,83 m | 12,57 m | 24,91 s | 6,06 m | 34,12 m | 2:12,02 |             |
| 12.  | Kristine Tånnander | 5985 (5889) | 14,01 s   | 1,80 m | 12,74 m | 25,03 s | 5,57 m | 42,34 m | 2:13,93 | [ 4 ]       |
| 13.  | Florence Picaut    | 5914 (5822) | 13,83 s   | 1,80 m | 13,08 m | 25,09 s | 5,92 m | 34,86 m | 2:19,18 |             |
| 14.  | Annette Tånnander  | 5908 (5861) | 14,06 s   | 1,83 m | 12,37 m | 26,40 s | 6,27 m | 41,46 m | 2:22,00 |             |
| 15.  | Jill Ross          | 5904 (5798) | 13,92 s   | 1,68 m | 11,71 m | 25,22 s | 6,00 m | 39,38 m | 2:11,97 |             |
| 16.  | Connie Polman-Tuin | 5648 (5502) | 14,18 s   | 1,56 m | 13,16 m | 24,68 s | 5,89 m | 36,36 m | 2:22,34 |             |
| 17.  | Donna Smellie      | 5638 (5506) | 14,09 s   | 1,68 m | 12,25 m | 25,29 s | 6,04 m | 34,08 m | 2:25,10 |             |
| 18.  | Tsai Lee-chiao     | 5447 (5274) | 14,78 s   | 1,74 m | 11,73 m | 25,41 s | 5,57 m | 32,84 m | 2:25,03 |             |
| 19.  | Iammogapi Launa    | 5146 (4936) | 15,43 s   | 1,53 m | 11,85 m | 26,26 s | 5,04 m | 46,50 m | 2:28,85 |             |
| 20.  | Manuela Marxer     | 4913 (4662) | 15,18 s   | 1,62 m | 10,63 m | 26,80 s | 5,08 m | 33,84 m | 2:33,17 |             |
| –    | Conceição Geremias | DNF         | 13,98 s   | 1,74 m | 13,15 m | 25,00 s | 5,65 m | NM      | DNS     |             |
| –    | Chantal Beaugeant  | DNF         | 13,81 s   | 1,68 m | 11,36 m | 25,84 s | DNS    |         |         |             |
| –    | Jodi Anderson      | DNF         | 14,40 s   | 1,65 m | 11,02 m | DNS     |        |         |         |             |